# 白川勝文
白川 勝文（しらかわ かつふみ、1838年（天保9年） - 没年不明）は、明治期に活躍した造営師。芝能楽堂を1903年（明治36年）に靖国神社に奉納した。

## 略歴
京都生まれ。皇居造営で建築課長を務めた
。
その後匠師、内匠寮技師として留まり、麻布御用邸、沼津御用邸などの工事を担当した明治26年に内匠寮は退官。明治31年から（明治37年）まで東宮御所御造営局御用掛として出仕した。。